# Chasen Karasajew
Chasen Muchamietgalijewicz Karasajew (ros. Хасен Мухаметгалиевич Карасаев, ur. 1905 w Akmolińsku, zm. ?) – polityk Kazachskiej SRR.

## Życiorys
Należał do RKP(b)/WKP(b), 1920-1921 pracował jako rejestrator powiatowego biura statystycznego w Akmolińsku, a 1922-1923 inspektor podatkowy powiatowego komisariatu żywnościowego w Akmolińsku, 1923-1924 kierował Wydziałem Oświaty Politycznej Komitetu Powiatowego Komsomołu w Atbasarze. W latach 1924–1925 kierował Wydziałem Organizacyjnym Akmolińskiego Gubernialnego Komitetu Komsomołu, 1926-1927 był słuchaczem Kazachskiej Krajowej Szkoły Budownictwa Radzieckiego i Partyjnego, a 1928-1929 zastępcą przewodniczącego Komitetu Wykonawczego Karagandzkiej Rady Rejonowej, 1929-1930 uczył się na centralnych kursach budownictwa radzieckiego w Moskwie. W latach 1930–1932 był sekretarzem odpowiedzialnym rejonowego komitetu WKP(b) w Kazachskiej ASRR, 1932-1933 kierownikiem Wydziału Kadr Komitetu Obwodowego WKP(b) w Karagandzie, 1933-1937 I sekretarzem Oktiabrskiego Komitetu Rejonowego WKP(b) w Karagandzie, a od września 1937 do czerwca 1938 przewodniczącym Komitetu Wykonawczego Kustanajskiej Rady Obwodowej. 28 czerwca 1938 został aresztowany na fali wielkiej czystki i 26 października 1940 skazany na 8 lat pozbawienia wolności.